# ساتون (ماساچوست)
ساتون، ماساچوست
ساتون (به انگلیسی: Sutton) شهرکی در شهرستان ورچستر ایالت ماساچوست می‌باشد که در سال ۱۷۱۴ بنیان‌گذاری شده‌است. این شهرک در سرشماری سال ۲۰۱۰ میلادی، ۸٬۹۶۳ نفر جمعیت داشته‌است.